# Osadnik Gajówka
Osadnik Gajówka (lokalnie: Lazurowe Jezioro) – sztuczny zbiornik wodny zlokalizowany na terenie gminy Przykona, w pobliżu Lasek i Psar oraz drogi krajowej nr 72. Ma powierzchnię 100 ha.
Zbiornik stanowi fragment dawnego wyrobiska KWB Adamów. Został wypełniony wodą i jest wykorzystywany jako składowisko popiołów i żużli przez Elektrownię Adamów, która transportuje je tutaj w formie pulpy. Charakteryzuje się lazurową taflą wody. Z uwagi na silnie zasadowy odczyn wody (pH około 12) i nieustabilizowane, grząskie brzegi, zabroniona jest kąpiel i chodzenie obwodem akwenu. W północnej części, przy lokalnej drodze, utworzono natomiast punkt widokowy (115 m n.p.m.), zapewniający możliwość oglądania panoramy zbiornika. Miąższość składowanych popiołów wynosi około 40 metrów. Odpady mają postać scementowanej skały.
Obowiązuje zakaz chodzenia brzegiem akwenu. Nieprzestrzeganie tego zakazu doprowadziło do dwukrotnej interwencji straży pożarnej, która wyciągała osoby uwięzione przez grząski grunt.
Nieco niżej, na wschód, u podnóża hałdy, znajduje się osadnik wód brudnych o powierzchni 8 ha, obecnie zarybiony i popularny wśród wędkarzy. Jeszcze dalej na wschód rozlewa swoje wody Zbiornik Przykona.